# Westmoreland County (Virginia)
Westmoreland County ist ein County im nördlichen „Zipfel“, dem so genannten Northern Neck des Bundesstaates Virginia der Vereinigten Staaten. Der Volkszählung des Jahres 2020 zufolge verzeichnet das County eine Gesamtbevölkerung von 18.477 Einwohnern. Der Verwaltungssitz (County Seat) ist Montross.

## Geschichte
Westmoreland County wurde 1653 aus einem Teil von Northumberland County gebildet. Im Westmoreland County wurde 1732 George Washington geboren, der erste Präsident der Vereinigten Staaten. Sein Geburtshaus ist seit 1930 als George Washington Birthplace National Monument ausgewiesen. Das Westmoreland County ist ebenfalls Heimat des fünften Präsidenten, James Monroe, und des Südstaaten-Generals Robert E. Lee.

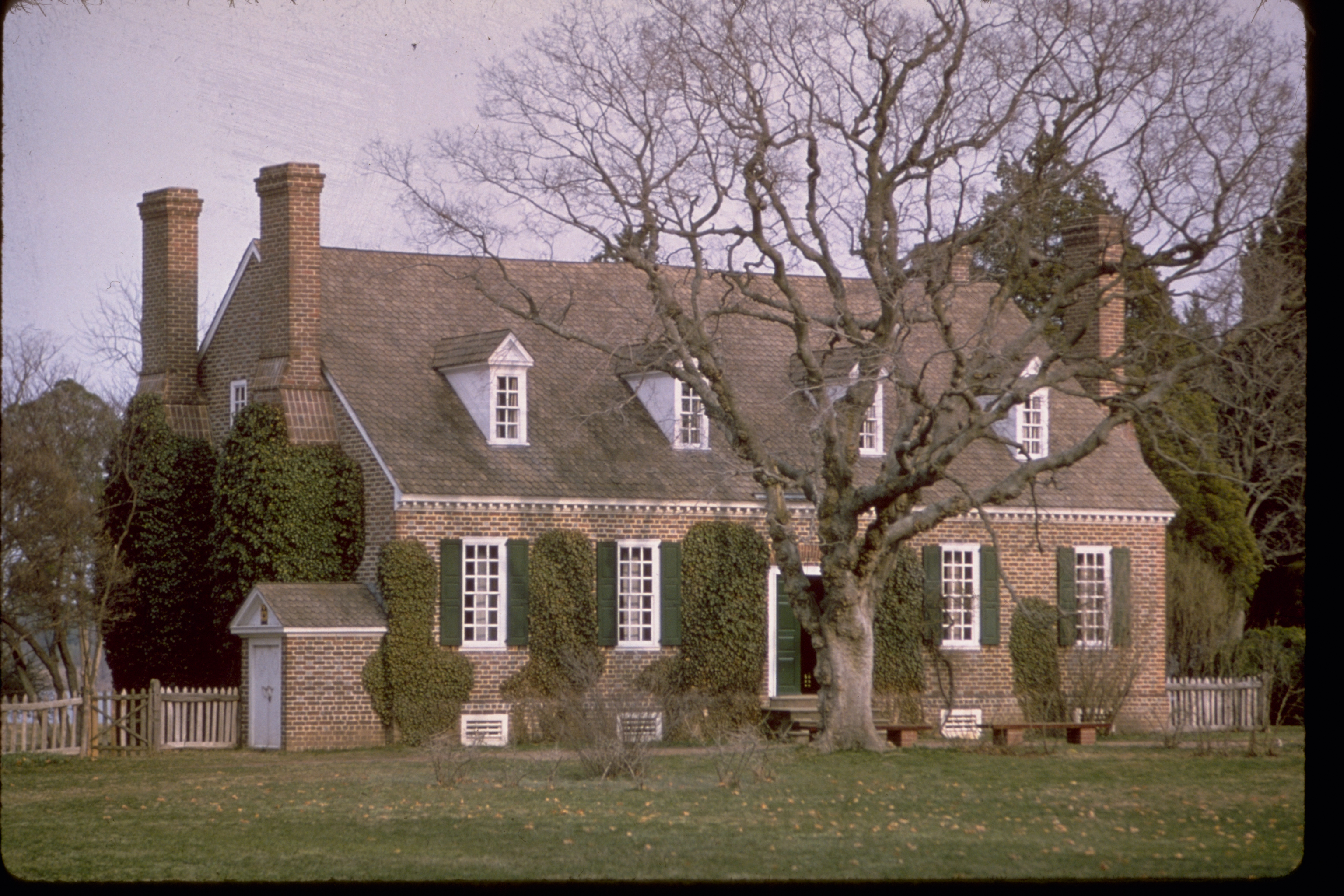
George Washington Birthplace National Monument

Im County liegen drei National Historic Landmarks, das Anwesen Spence’s Point, die Stratford-Hall-Plantage und die Yeocomico Church. 22 Bauwerke und Stätten des Countys sind insgesamt im National Register of Historic Places eingetragen (Stand 3. März 2018).

## Geographie
Den Angaben des Statistischen Bundesamtes der USA zufolge erstreckt sich das County über 654 Quadratkilometer. Davon sind 61 Quadratkilometer (9,29 Prozent) Wasserflächen.

## Demografische Daten

Alterspyramide des Westmoreland County

Nach der Volkszählung im Jahr 2000 lebten im Westmoreland County 16.718 Menschen in 6.846 Haushalten und 4.689 Familien. Die Bevölkerungsdichte betrug 28 Einwohner pro Quadratkilometer. Ethnisch betrachtet setzte sich die Bevölkerung zusammen aus 65,41 Prozent Weißen, 30,89 Prozent Afroamerikanern, 0,28 Prozent amerikanischen Ureinwohnern, 0,36 Prozent Asiaten, 0,01 Prozent Bewohnern aus dem pazifischen Inselraum und 1,75 Prozent aus anderen ethnischen Gruppen; 1,29 Prozent stammten von zwei oder mehr Ethnien ab. 3,46 Prozent der Bevölkerung waren spanischer oder lateinamerikanischer Abstammung.
Von den 6.846 Haushalten hatten 25,7 Prozent Kinder und Jugendliche unter 18 Jahre, die bei ihnen lebten. 50,7 Prozent waren verheiratete, zusammenlebende Paare, 13,5 Prozent waren allein erziehende Mütter, 31,5 Prozent waren keine Familien, 26,9 Prozent waren Singlehaushalte und in 13,6 Prozent lebten Menschen im Alter von 65 Jahren oder darüber. Die Durchschnittshaushaltsgröße betrug 2,43 und die durchschnittliche Familiengröße lag bei 2,91 Personen.
Auf das gesamte County bezogen setzte sich die Bevölkerung zusammen aus 23,0 Prozent Einwohnern unter 18 Jahren, 6,3 Prozent zwischen 18 und 24 Jahren, 23,9 Prozent zwischen 25 und 44 Jahren, 27,8 Prozent zwischen 45 und 64 Jahren und 19,0 Prozent waren 65 Jahre alt oder darüber. Das Durchschnittsalter betrug 43 Jahre. Auf 100 weibliche Personen kamen 92,3 männliche Personen. Auf 100 Frauen im Alter von 18 Jahren oder darüber kamen statistisch 88,9 Männer.
Das jährliche Durchschnittseinkommen eines Haushalts betrug 35.797 USD, das Durchschnittseinkommen der Familien betrug 41.357 USD. Männer hatten ein Durchschnittseinkommen von 31.333 USD, Frauen 22.221 USD. Das Prokopfeinkommen betrug 19.473 USD. 11,2 Prozent der Familien und 14,7 Prozent der Bevölkerung lebten unterhalb der Armutsgrenze. Davon waren 21,1 Prozent Kinder oder Jugendliche unter 18 Jahre und 12,5 Prozent waren Menschen über 65 Jahre.

## Städte
- Colonial Beach
- Montross